# 로널드 리피트
로널드 리피트(Ronald Lippitt, 1914년 ~ )는 미국의 사회심리학자이다. 레빈의 지도하에 행한 집단의 분위기에 관한 실험은 그 후 집단역학발전의 기초를 이룬 것으로 유명하다.